# Until the End of Time (canción)
«Until the end of time» (en español: «Hasta el final de los tiempos») es una canción escrita por Justin Timberlake, Tim Mosley, y Nate Hills y es el primer sencillo de la edición de lujo del disco FutureSex/LoveSounds. La canción fue lanzada el 13 de noviembre de 2007 y tuvo un buen recibimiento cuando fue puesta al aire. Los Benjamin Wright Orchestra también aparecen en la canción. La fecha oficial del lanzamiento fue el 5 de junio de 2007 en mainstream urban radio. La canción tiene una versión junto a Beyoncé, la que debutó en las radios de Estados Unidos el 26 de septiembre de 2007 y fue lanzado en formato de CD y descargas digitales el 13 de noviembre de 2007.
El video musical para "Until the End of Time" es una actuación en vivo que realizó Timberlake en el tour FutureSex/LoveShow de 2007.

## Presencia en las listas
La canción fue un gran éxito en las estaciones de radios de los Estados Unidos, y se convirtió en el segundo Top 5 de Timberlake en el chart Hot R&B/Hip-Hop Songs de Estados Unidos, ocupando el 3º puesto. Cuando fue puesta al aire la canción alcanzó rápidamente el 23 de los Billboard Hot 100, con una pequeña ayuda de las ventas por las descargas digitales, y no por su video musical. Luego, lanzó una versión en la que realiza un dueto con Beyoncé, l canción se ra

### Posicionamiento
| Listas (2007)                        | Posición |
| ------------------------------------ | -------- |
| Euro Top 200 Chart                   | 230      |
| Swedish Singles Chart                | 60       |
| Austrian Singles Chart               | 52       |
| Romanian Romance Chart               | 3        |
| Australian Hot 30 Countdown          | 2        |
| Lithuanian Airplay Chart             | 39       |
| German Singles Chart                 | 39       |
| U.S. Billboard Hot R&B/Hip-Hop Songs | 3        |
| U.S. Billboard Hot 100               | 17       |
| U.S. Billboard Top 40 Mainstream     | 26       |
| U.S. Billboard Pop 100               | 36       |
| U.S. Billboard Hot Dance Club Play   | 20       |
| Entertainmenthit Top 40              | 4        |